# Fernando Peyroteo
Fernando Baptista de Seixas Peyroteo de Vasconcelos (10 de març de 1918 - 28 de novembre de 1978) fou un futbolista portuguès de la dècada de 1940.
Fou 20 cops internacional amb la selecció portuguesa.
Pel que fa a clubs, defensà els colors de l'Sporting, on marcà 544 gols en partits oficials. Formà, juntament amb Albano, Jesus Correia, José Travassos i Manuel Vasques l'anomenada davantera dels Cinco Violinos (cinc violins).

## Palmarès
Sporting
- Primeira Liga: 1940-41, 1943-44, 1946-47, 1947-48, 1948-49
- Taça de Portugal: 1937-38, 1940-41, 1944-45, 1945-46, 1947-48
- Supercopa Cândido de Oliveira: 1944